# Priksleeën op de Paralympische Winterspelen 1988
De IVe Paralympische Winterspelen werden in 1988 gehouden in Innsbruck, Oostenrijk. Dit was de laatste keer dat de Paralympische Winterspelen niet in hetzelfde land werden gehouden als de Olympische Winterspelen.

## Heren

### 100 meter Gr I
| Rank | Naam           | Land | Tijd  |
| ---- | -------------- | ---- | ----- |
| 1    | Felix Karl     | AUT  | 15.57 |
| 2    | Josef Greil    | AUT  | 16.90 |
| 3    | Hans J. Gruber | AUT  | 17.70 |

### 100 meter Gr II
| Rank | Naam                | Land | Tijd  |
| ---- | ------------------- | ---- | ----- |
| 1    | Knut Lundstroem     | NOR  | 14.50 |
| 2    | Rolf Einar Pedersen | NOR  | 15.52 |
| 3    | Erik Sandbraaten    | NOR  | 15.98 |

### 300 meter Gr I
| Rank | Naam           | Land | Tijd  |
| ---- | -------------- | ---- | ----- |
| 1    | Felix Karl     | AUT  | 41.86 |
| 2    | Josef Greil    | AUT  | 46.61 |
| 3    | Terje Johansen | NOR  | 47.73 |

### 500 meter Gr I
| Rank | Naam           | Land | Tijd    |
| ---- | -------------- | ---- | ------- |
| 1    | Felix Karl     | AUT  | 1:11.17 |
| 2    | Terje Johansen | NOR  | 1:17.73 |
| 3    | Josef Greil    | AUT  | 1:18.48 |

### 500 meter Gr II
| Rank | Naam                | Land | Tijd    |
| ---- | ------------------- | ---- | ------- |
| 1    | Knut Lundstroem     | NOR  | 1:11.00 |
| 2    | Erik Sandbraaten    | NOR  | 1:12.15 |
| 3    | Rolf Einar Pedersen | NOR  | 1:13.22 |

### 700 meter Gr I
| Rank | Naam           | Land | Tijd    |
| ---- | -------------- | ---- | ------- |
| 1    | Felix Karl     | AUT  | 1:41.73 |
| 2    | Terje Johansen | NOR  | 1:47.24 |
| 3    | Josef Greil    | AUT  | 1:53.39 |

### 1000 meter Gr II
| Rank | Naam                | Land | Tijd    |
| ---- | ------------------- | ---- | ------- |
| 1    | Knut Lundstroem     | NOR  | 2:20.21 |
| 2    | Erik Sandbraaten    | NOR  | 2:22.71 |
| 3    | Rolf Einar Pedersen | NOR  | 2:29.72 |

### 1500 meter Gr II
| Rank | Naam             | Land | Tijd    |
| ---- | ---------------- | ---- | ------- |
| 1    | Knut Lundstroem  | NOR  | 3:27.69 |
| 2    | Erik Sandbraaten | NOR  | 3:35.32 |
| 3    | Atle Haglund     | NOR  | 3:48.41 |

## Dames

### 100 meter Gr II
| Rank | Naam               | Land | Tijd  |
| ---- | ------------------ | ---- | ----- |
| 1    | Ragnhild Myklebust | NOR  | 16.86 |
| 2    | Sylva Olsen        | NOR  | 17.20 |
| 3    | Kirsti Hooeen      | NOR  | 19.53 |

### 500 meter Gr II
| Rank | Naam               | Land | Tijd    |
| ---- | ------------------ | ---- | ------- |
| 1    | Sylva Olsen        | NOR  | 1:15.95 |
| 2    | Ragnhild Myklebust | NOR  | 1:20.75 |
| 3    | Kirsti Hooeen      | NOR  | 1:24.67 |

### 700 meter Gr II
| Rank | Naam               | Land | Tijd    |
| ---- | ------------------ | ---- | ------- |
| 1    | Ragnhild Myklebust | NOR  | 1:48.14 |
| 2    | Sylva Olsen        | NOR  | 1:48.20 |
| 3    | Kirsti Hooeen      | NOR  | 2:01.80 |

### 1000 meter Gr II
| Rank | Naam               | Land | Tijd    |
| ---- | ------------------ | ---- | ------- |
| 1    | Ragnhild Myklebust | NOR  | 2:34.21 |
| 2    | Sylva Olsen        | NOR  | 2:37.30 |
| 3    | Kirsti Hooeen      | NOR  | 2:55.08 |

### Deelnemende landen priksleeën 1988
- NOR
- GBR
- FIN
- NED
- AUT
- FRG

Alpineskiën · Biatlon · Langlaufen · Priksleeën
1980 · 1984 · 1988 · 1994 · 1998